# Gran Premio motociclistico degli Stati Uniti d'America 1988
Il Gran Premio motociclistico degli Stati Uniti d'America 1988 corso il 10 aprile, è stato il secondo Gran Premio della stagione 1988 e ha visto gareggiare due classi, con le vittorie: di Eddie Lawson nella classe 500 e di Jim Filice nella classe 250, che ottiene la prima vittoria nel motomondiale.
La gara segna il ritorno in terra statunitense del motomondiale, la cui ultima gara vi si era disputata 23 anni prima, e si disputa sul circuito di Laguna Seca, modificato per l'occasione mediante l'inserimento di un'estensione successiva alla veloce "curva 2" (riprofilata come "tornante" e in seguito ridenominata "Andretti hairpin") che ne aumenta la lunghezza a un valore tale da soddisfare le specifiche dettate dalla Federazione Motociclistica Internazionale.

## Classe 500

### Arrivati al traguardo
| Pos | Pilota             | Moto      | Giri | Tempo        | Griglia | Punti |
| --- | ------------------ | --------- | ---- | ------------ | ------- | ----- |
| 1   | Eddie Lawson       | Yamaha    | 40   | 1h 00:48.075 | 2       | 20    |
| 2   | Wayne Gardner      | Honda     | 40   | +7.539       | 6       | 17    |
| 3   | Niall Mackenzie    | Honda     | 40   | +8.048       | 3       | 15    |
| 4   | Wayne Rainey       | Yamaha    | 40   | +14.638      | 1       | 13    |
| 5   | Kevin Schwantz     | Suzuki    | 40   | +27.459      | 4       | 11    |
| 6   | Christian Sarron   | Yamaha    | 40   | +1:19.207    | 7       | 10    |
| 7   | Ron Haslam         | Elf-Honda | 40   | +1:30.230    | 12      | 9     |
| 8   | Didier de Radiguès | Yamaha    | 39   | +1 giro      | 9       | 8     |
| 9   | Robert McElnea     | Suzuki    | 39   | +1 giro      | 11      | 7     |
| 10  | Mike Baldwin       | Honda     | 39   | +1 giro      | 15      | 6     |
| 11  | Alessandro Valesi  | Honda     | 38   | +2 giri      | 17      | 5     |

### Ritirati
| Pilota              | Moto   | Giri | Motivo ritiro | Griglia |
| ------------------- | ------ | ---- | ------------- | ------- |
| Marco Gentile       | Fior   | 33   |               | 18      |
| John Long           | Yamaha | 18   |               | 19      |
| Pierfrancesco Chili | Honda  | 17   | Caduta        | 10      |
| Shunji Yatsushiro   | Honda  | 15   | Caduta        | 8       |
| Kevin Magee         | Yamaha | 3    |               | 5       |
| Raymond Roche       | Cagiva | 3    |               | 14      |
| Eugene Brown        | Suzuki | 0    |               | 20      |

### Non partiti
| Pilota         | Moto   | Griglia |
| -------------- | ------ | ------- |
| Patrick Igoa   | Yamaha | 13      |
| Randy Mamola   | Cagiva | 16      |
| William Knott  | Suzuki | 21      |
| Russell Bigley | Yamaha | 22      |

### Non qualificati
| Pilota                | Moto   |
| --------------------- | ------ |
| Freddie Spencer       | Honda  |
| Vincenzo Cascino      | Honda  |
| Fabio Barchitta       | Honda  |
| Larry Moreno Vacondio | Suzuki |
| Tony Carey            | Suzuki |
| Scott Gray            | Suzuki |
| Jim Poet              | Suzuki |
| David Busby           | Yamaha |

## Classe 250

### Arrivati al traguardo
| Pos | Pilota               | Moto      | Tempo     | Griglia | Punti |
| --- | -------------------- | --------- | --------- | ------- | ----- |
| 1   | Jim Filice           | Honda     | 48:22.540 | 2       | 20    |
| 2   | Sito Pons            | Honda     | +9.840    | 4       | 17    |
| 3   | Dominique Sarron     | Honda     | +21.690   | 3       | 15    |
| 4   | John Kocinski        | Yamaha    | +25.330   | 1       | 13    |
| 5   | Bubba Shobert        | Honda     | +30.570   | 13      | 11    |
| 6   | Luca Cadalora        | Yamaha    | +33.230   | 11      | 10    |
| 7   | Jacques Cornu        | Honda     | +37.720   | 7       | 9     |
| 8   | Anton Mang           | Honda     | +38.030   | 10      | 8     |
| 9   | Reinhold Roth        | Honda     | +51.750   | 12      | 7     |
| 10  | Juan Garriga         | Yamaha    | +55.010   | 8       | 6     |
| 11  | Bruno Casanova       | Aprilia   | +57.010   | 9       | 5     |
| 12  | Loris Reggiani       | Aprilia   | +1:01.740 | 15      | 4     |
| 13  | Jean-Philippe Ruggia | Yamaha    | +1:09.430 | 18      | 3     |
| 14  | August Auinger       | Aprilia   | +1:09.760 | 17      | 2     |
| 15  | Alan Carter          | Yamaha    | +1:13.830 | 20      | 1     |
| 16  | Randy Renfrow        | Honda     | +1:25.900 | 23      |       |
| 17  | Martin Wimmer        | Yamaha    | +1:26.230 | 14      |       |
| 18  | Donnie McLeod        | EMC-Rotax | +1:30.570 | 16      |       |
| 19  | Don Greene           | Honda     | +1 giro   | 26      |       |
| 20  | Jean-Michel Mattioli | Yamaha    | +1 giro   | 21      |       |
| 21  | Helmut Bradl         | Honda     | +1 giro   | 24      |       |
| 22  | Thomas Stevens       | Yamaha    | +1 giro   | 27      |       |
| 23  | Richard Oliver       | Yamaha    | +1 giro   | 32      |       |
| 24  | René Delaby          | Yamaha    | +1 giro   | 31      |       |
| 25  | Doug Brauneck        | Yamaha    | +1 giro   | 33      |       |
| 26  | Jonathan Cornwell    | Rotax     | +1 giro   | 36      |       |
| 27  | Luis Lavado          | Yamaha    | +5 giri   | 35      |       |

### Ritirati
| Pilota              | Moto       | Motivo ritiro | Griglia |
| ------------------- | ---------- | ------------- | ------- |
| Jean-François Baldé | Defi-Rotax |               | 19      |
| Alberto Puig        | Honda      |               | 28      |
| Urs Luzi            | Honda      |               | 25      |
| Paolo Casoli        | Garelli    |               | 29      |
| Carlos Cardús       | Honda      |               | 6       |
| Harald Eckl         | Aprilia    |               | 22      |
| Carlos Lavado       | Yamaha     |               | 5       |
| Andrew Leisner      | Aprilia    |               | 30      |
| Richard Moore       | Yamaha     |               | 34      |